# لنام-سیبروک (مریلند)
لنام-سیبروک (به انگلیسی: Lanham-Seabrook) یک منطقهٔ مسکونی در ایالات متحده آمریکا است که در مریلند واقع شده‌است. لنام-سیبروک ۱۳٫۶ کیلومتر مربع مساحت و ۱۸٬۱۹۰ نفر جمعیت دارد.